# Кожамжарова, Дария Пернешовна
Дария́ Перне́шовна Кожамжа́рова (каз. Қожамжарова Дария Пернешқызы; 22 июля 1962 — казахстанский учёный, доктор исторических наук (2010), профессор, академик НАН РК (2017), с 16 мая 2018 года — ректор Южно-Казахстанского университета имени М. О. Ауэзова.

## Биография
Родилась 22 июля 1962 года в Жамбылской области, в городе Тараз. В 1984 году окончила Казахский национальный университет имени аль-Фараби по специальности «История» (Алма-Ата). В 1995 году завершила обучение в аспирантуре АГУ имени Абая. В том же году Дария Кожамжарова защитила диссертацию на соискание ученой степени кандидата исторических наук на тему: «Проблемы советизации казахского аула в 1920—1930 годах в период коллективизации и индустриализации». В 2010 году защитила докторскую диссертацию на тему «Завоевание Южного Казахстана царской Россией: взаимоотношения между военно-колониальной администрацией и коренным населением (ІІ половина ХІХ — начала XX века)». В 2013 году получила звание члена-корреспондента Национальной Академии наук Республики Казахстан. В 2017 году избрана Академиком Национальной Академии наук Республики Казахстан.

## Трудовой путь
- 1984—1989 гг. — преподаватель кафедры «История КПСС и научный атеизм» Джамбульского педагогического института.
- 1989—1990 гг. — стажер-исследователь Джамбульского педагогического института.
- 1995—2001 гг. — доцент кафедры «История» Таразского государственного университета имени М. Х. Дулати.
- 2001—2008 гг. — продолжила работу в Таразском государственном университете имени М. Х. Дулати в должности заместителя декана педагогического факультета, заведующей кафедрой «Политология и социология», декана факультета довузовской подготовки, затем декана факультета гуманитарно-социальных наук[4].
- 2008 г. — назначена на должность проректора по воспитательной работе и международному сотрудничеству ТарГУ имени М. Х. Дулати.
- 2010—2013 гг. — проректор по учебно-методической работе ТарГУ имени М. Х. Дулати.
- 17.09.2012-15.11.2012 гг. — и. о. ректора ТарГУ имени М. Х. Дулати.
- 2013—2018 гг. — ректор ТарГУ имени М. Х. Дулати[5].
- 2008—2012 гг. — депутат Таразского городского маслихата ІV созыва.
- 2012—2016 гг. — депутат Жамбылского областного маслихата V созыва.
- 2016—2023 гг. — депутат Жамбылского областного маслихата VІ созыва. Председатель постоянной комиссии областного маслихата шестого созыва по вопросам правопорядка, социально-культурной сферы, гендерной политики и связи с общественными объединениями.
- С 18 мая 2018 года — ректор и председатель правления Южно-Казахстанского университета имени М.Ауэзова[6][7][8].

## Награды и звания

### Государственные награды Республики Казахстан
- Орден «Курмет»[3]
- Медаль «20 лет независимости Республики Казахстан»
- Медаль «25 лет независимости Республики Казахстан»
- Медаль «20 лет Астане»
- Медаль «За вклад в развитие образования»
- Медаль «25 лет Конституции Республики Казахстан»
- Нагрудный знак МОН РК  «Ыбырай Алтынсарин»
- Нагрудный знак МОН РК  «Почетный работник образования РК»
- Нагрудный знак «Алтын Барыс»

### Звания
- Академик Национальной  академии наук Республики Казахстан[2]
- Академик академии педагогических наук Республики Казахстан

## Результаты научной деятельности
Автор 6 монографий, 5 учебно-методических пособий и свыше 250 научно-методических статей.